# Jüdischer Friedhof Dalheim (Rheinhessen)

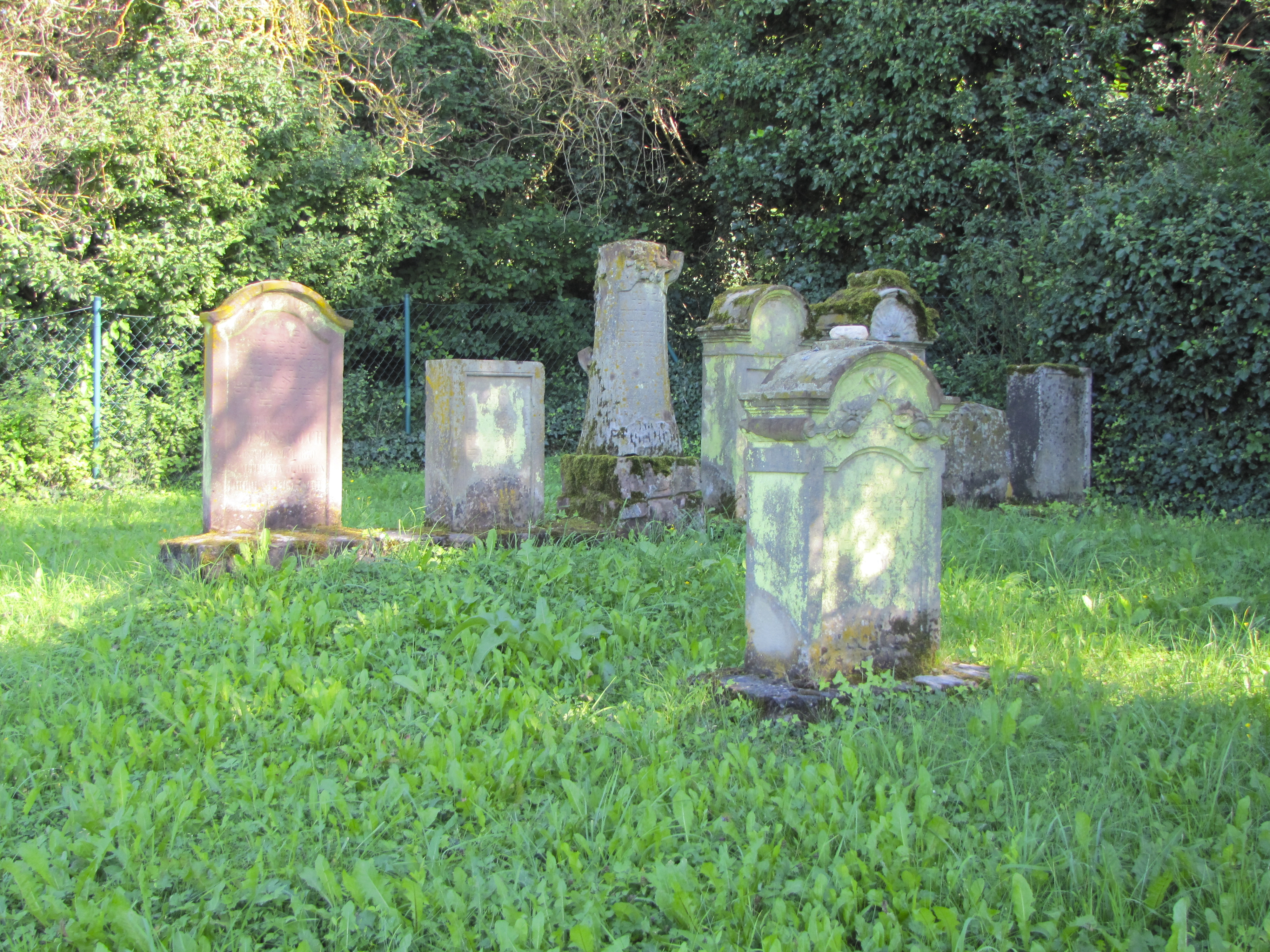
Jüdischer Friedhof in Dalheim

Der Jüdische Friedhof in Dalheim, einer Ortsgemeinde im Landkreis Mainz-Bingen in Rheinland-Pfalz, wurde 1858 angelegt. Der 800 m² große jüdische Friedhof liegt südwestlich des Dorfes am Ende der Pfaffengasse. Er ist ein geschütztes Kulturdenkmal.
Die letzte Beisetzung fand 1918 statt. Heute sich noch acht spätklassizistische und gründerzeitliche Grabsteine erhalten.